# Geofroi de Lincel
 Geofroi de Li(o)ncel , né à Manosque et  mort en 1314/1315, est un prélat français de la fin du XIIIe siècle et du début du XIVe siècle, évêque de Gap.

## Biographie
Geofroi est fils d'Imbert, seigneur de Lincel, et de Thiburge d'Allamanon. Il est avocat et canoniste,et chapelain du cardinal Visconti de Visconti. Geofroi est élu prévôt d'Apt en 1283 et devient évêque de Gap en 1289. Il fonde la fête de Saint Arnoul à Apt et préside en 1293 une assemblée dans laquelle sont dressés les statuts du chapitre. Geofroi est l'oncle de Bertrand de Lincel, évêque de Gap en 1314-1316.
De graves différends s'étant élevés entre Geoffroi et Charles II, comte de Provence, au sujet d'un traité de 1272, le pape Boniface VIII intervient et envoie en 1296 des commissaires, qui rendent en 1297, une sentence qui homologue une convention, par laquelle Geoffroi se reconnaissait vassal des comtes de Provence et de Forcalquier, et se soumet à l'hommage.
En 1309, Geoffroi acquiert le château de Charance et une partie de ses dépendances. En 1313, il permet aux frères-prêcheurs de s'établir à Gap.
Pendant son épiscopat, paraît le fameux roman du Petit Jehan de Saintré, attribué à Claude do Ponat, l'un de ses chanoines. Le roman est attribué aussi à Antoine de La Sale.